# William Lawrence Bragg
Sir William Lawrence Bragg CH, OBE MC FRS (Adelaida, Austràlia 1890 - Ipswich, Anglaterra 1971) fou un físic australià guardonat l'any 1915 amb el Premi Nobel de Física juntment amb el seu pare William Henry Bragg.

## Biografia

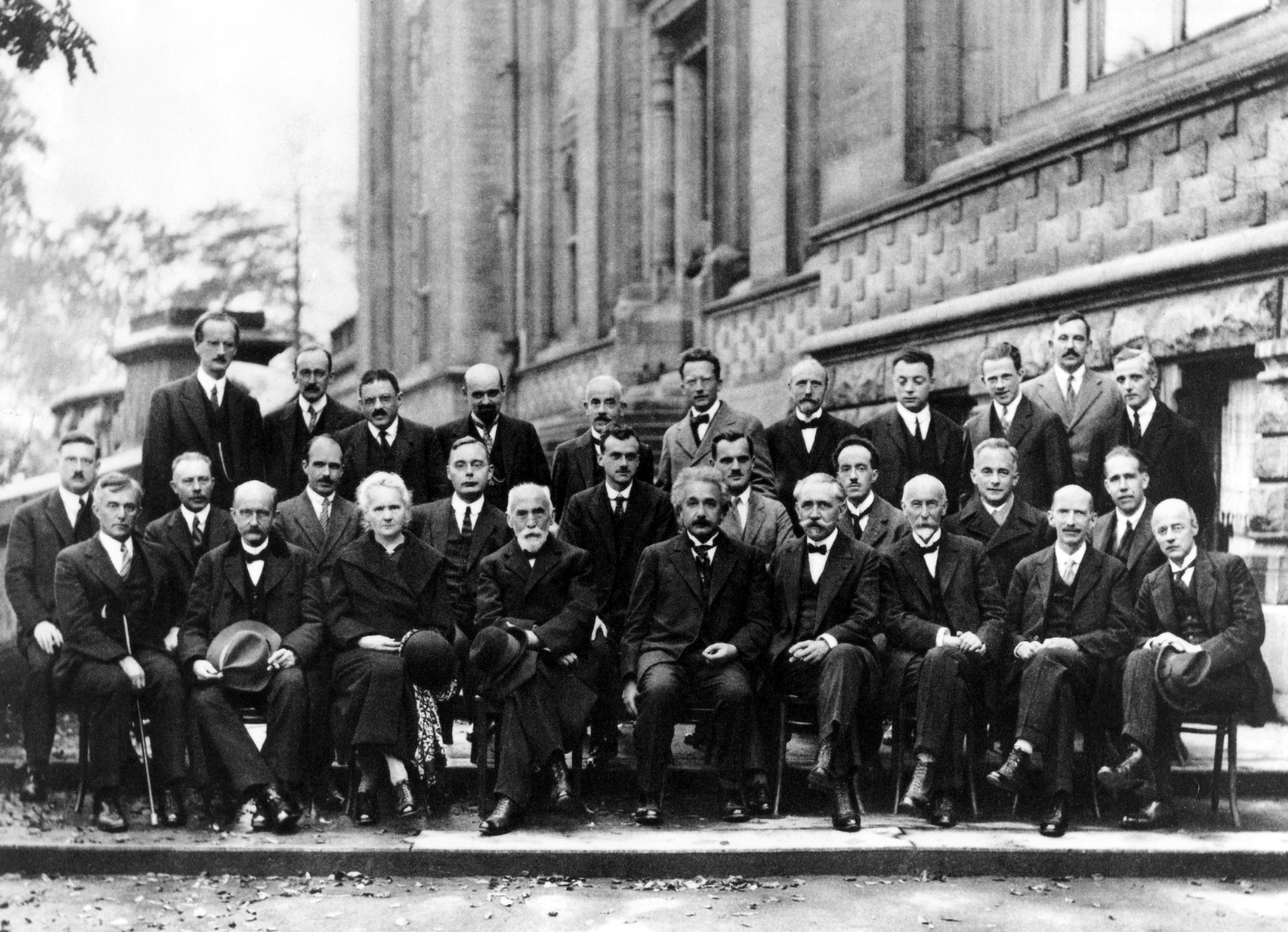
Conferència Solvay de 1927: podem veure William Lawrence Bragg el tercer per l'esquerra de la segona fila, assegut entre Martin Knudsen i Hendrik Anthony Kramers, just darrera de Marie Curie.

Nascut el 31 de març de 1890 a la ciutat d'Adelaida, capital d'Austràlia Meridional, en aquells moments formant part de l'imperi Britànic fou fill del físic i químic anglès William Henry Bragg. Tot i que la seva nacionalitat de naixement fou la britànica, ja que Austràlia formava part en aquells moments de l'Imperi Britànic, és acceptada la seva nacionalitat australiana.
Als quinze anys va començar a estudiar a la Universitat d'Adelaide matemàtiques, química i física, graduant-se l'any 1908. Aquest mateix any el seu pare va acceptar un treball a la Universitat de Leeds, traslladant-se la família a Anglaterra. A la tardor de 1909 va entrar al Trinity College de la Universitat de Cambridge graduant-se en matemàtiques. Els seus posteriors estudis sobre la física el portà novament a graduar-se l'any 1911.
Professor de la Universitat Victoria de Manchester entre 1919 i 1937, fou nomenat director del Laboratori Nacional de Física l'any 1937, abandonat el càrrec l'any següent. Aquell mateix fou nomenat professor de física experimental de la Universitat de Cambridge. El 1941 va ser nomenat Cavaller per part de la rei Jordi VI del Regne Unit.
Bragg morí l'1 de juliol de 1971 a la ciutat d'Ipswich a Anglaterra.

## Recerca científica
Va col·laborar en les investigacions que estava duent a terme el seu pare al voltant dels fenòmens de refracció i difracció de raigs X sobre estructures cristal·lines, i per aquestes investigacions li fou atorgat el Premi Nobel de Física l'any 1915 juntament amb el seu pare. William Lawrence Bragg amb 25 anys és la persona més jove que mai ha rebut un Premi Nobel de física.
Després de la Segona Guerra Mundial retornà al laboratori Cavendish de la Universitat de Cambridge per continuar els seus treballs. A partir de 1948 s'interessà per l'estructura de les proteïnes. Sense relació directa amb el descobriment de l'estructura de l'ADN l'any 1953 per part de Francis Crick i James D. Watson, aquest últim reconegué que pogueren arribar a tal fita gràcies als avenços de Lawrence Bagg en la utilització dels raigs X.